# Hexatoma cleopatra
Hexatoma cleopatra är en tvåvingeart som beskrevs av Alexander 1933. Hexatoma cleopatra ingår i släktet Hexatoma och familjen småharkrankar. Inga underarter finns listade i Catalogue of Life.